# 향수산
향수산은 대한민국 경기도 용인시 처인구 포곡읍 가실리와 모현읍 오산리·능원리에 걸쳐 있는 산이다. 또한 향수산은 경기도 용인시 처인구 포곡읍과 모현읍의 경계로 자리하여 놀이공원 에버랜드에 가려있는 관계로 잘 알려지지 않은 편이다.

## 산의 위치
칠현산 (경기)에서 비롯되는 한남정맥이 용인의 석성산(일명 보개산, 할미성산)을 지나며 북쪽으로 두 줄기 곁가지를 일으킨다. 왼쪽은 인성산(仁聖山:122.4m, 용인)으로 꺽어져 형제봉·광교산(光敎山:582m)·백운산(白雲山:560m)·수리산(修理山)·국사봉(國思峯:538m)·청계산(淸溪山:618m)·응봉(鷹峰:348m)·관악산(冠岳山:629m)으로 이어지고 다른 줄기는 향수산과 법화산으로 이어진다. 불곡산에서 청량산 용마산 검단산을 일으킨 후 팔당호를 지나 한강에서 끝을 맺는다.
향수산에서는 선장산(仙掌山, 禪長山:349.6m)과 포은 정몽주의 묘가 자리하고 있다는 문수산(文秀山:221m)·구만이산·달기산으로 이어져 경기도 광주쪽으로 넘어간다. 향수산 중턱에는 천년 고찰 백련사가 자리잡고 있고, 에버랜드는 늘 사람으로 붐빈다. 1963년 12월 23일 주식회사 동화부동산으로 설립되어 1967년 중앙개발로 변경하였고, 1997년 삼성에버랜드로 사명을 최종 변경하였다.
또한 향수산은 용인에서 가장 높은 산으로 알려진 말아가리산(595m, 일명 마구산)으로 연결되어 북으로 정광산(562m)·백마산(503m)·무갑산(武甲山:582m)으로 이어지고 남으로 정광산에서 태화산(644m)·태봉산(台峰山:309.6m)으로 이어져 주 능선은 북동쪽과 남서쪽, 남동쪽으로 뻗어 있으며, 400m 내외의 봉우리들이 연속되어 있다.
남동사면의 유수는 삼만육천지에 모였다가 가실천을 거쳐 경안천으로 유입되며, 북서사면의 유수는 골프장을 통과하여 능안천으로 유입된다. 산의 북서쪽에 레이크사이드컨트리클럽이 있고, 남서쪽에는 신라 애장왕 때 처음 지어졌다는 백련사(白蓮寺)가 있다. 산의 남동쪽에는 글렌로스골프장, 호암미술관, 삼성연수원, 삼성인력개발원, 캐리비안베이, 페스티발월드, 에버랜드 등의 위락 시설들이 밀집되어 있다.

## 향수산(香秀山)과 향수산(香水山)
향수산은 처인구 포곡면 가실리 에버랜드와 백련사(白蓮寺)의 뒷산이다. 백련사는 본래 백련암으로 서기 802년(신라 애장왕 2) 신응선사가 창건하였다고 하며 용인지역에서 가장 오래된 사찰이다.
흔히 절 이름을 표시할 때 「~ 산, ~사」와 같이 부르는 것을 볼 수 있는데 대부분 절이 위치하고 있는 산에서 유래되는 것으로 생각된다. 가야산 해인사나 덕숭산 수덕사처럼 백련사도 앞에 향수산을 붙는데 기록을 찾아보면 향수산(香水山)과 향수산(香秀山)의 두 가지 표기가 있다.
향수(香秀)나 향수(香水) 모두 향(香)과 밀접한 관계가 있는 말이다. 향은 부정(不淨)을 제거하고 정신을 맑게 함으로써 신명(神明)과 통한다 하여 중국이나 한국에서 제사와 같은 의식에 많이 사용해 왔고 지금도 그대로 이어지고 있다. 불교에서도 모든 의식에 반드시 향을 피우며 동양은 물론 서양의 종교의식에도 향이 사용되고 있으며, 각 종교나 종파에 따라 분향과 관련된 도구나 의식이 다양하게 발달되어 있다.
향수산(香秀山)은 백련암 약사(略史)에 나타나고 있는 표기로 1871년에 간행된 『용인현읍지』와 1899년의 『용인현읍지』에도 같은 기록이 보인다. 향수산(香水山)은 1862년의 『대동지지』와 여러 읍지에 첨부된 지도(地圖), 그리고 대동여지도에도 동일하게 표기되어 있다. 특히 1899년의 『용인현읍지』를 보면 지도에는 향수산(香秀山)으로, 내용가운데는 향수산(香水山)으로 되어 있어 특별한 구분이 없이 함께 쓰이고 있음을 알 수 있다.
향수(香水)라는 명칭이 처음 등장하는 것은 1531년에 간행된『동국여지승람』이다. 용인현 동쪽 이 십리에 향수사(香水寺)가 있다고 기록되어 있으며 이후 17세기 중엽에 가행된 『동국여지지』에도 같은 기록이 있다. 그러나 18세기 중엽이 되면 향수사는 사라지고 백련암이 나타나기 시작하는데 절이 있는 장소가 시대에 따라 선장산과 향수산의 두 군데로 변화하고 있다.
이는 두 가지 가능성을 생각하게 하는데, 하나는 선장산과 향수산을 혼동한 것이고 다른 하나는 절의 위치가 이동한 것임을 추측할 수 있게 한다.
백련암의 위치를 표시하는 거리는 시오리(十五里)로 모든 기록들이 거의 같게 나타나고 있다. 그런데도 백련암이 선장산에 있다고도 하고 향수산에 있다고 했으니 두 산을 혼동했을 가능성도 있다.
또 절이 이동했다고 볼 수도 있는데 실제로 1791년에 백련암을 중수하면서 적은 백련암 약사(略史)를 보면 '불속에 소실되어(火中消失)'라는 기록이 보인다. 이를 보면 백련암이 과거의 어느 시기에 불로인해 다시 중건했던 것을 추측할 수 있다.
실제로 유운리나 신원리 일대에 살고 있는 주민들의 증언에 의하면 백련암이 본래 향수산의 북동쪽이 되는 신원리쪽에 있었다고 하며 지금도 구 절터라고 부른다고 한다. 이곳에 있던 절이 빈대로 인해 망했다고 전하며 향수산 북쪽 모현면 능원리 우명동쪽으로 옮겨 갔다가 다시 지금의 자리로 옮겨갔다고 한다. 이를 참고한다면 반드시 현재자리에서 천년이상을 유지해 왔는지 확언하기 어렵다.
현재까지 전해오는 각종 기록들을 참고하고 주민들의 증언을 참고해 볼 때 향수산은 향수사(香水寺)에서 유래된 이름으로 보는 것이 타당하며 이후 새로이 절 이름이 백련암으로 바뀌면서 산 이름으로 만 남게 된 것으로 보인다.
특히 향수(香水)는 4월 초파일 아기부처님을 목욕시키는 관불(灌佛)의식에 사용하는 물을 뜻하기도 하는 말이니 더욱 불교와 밀접한 관계가 있다고 보는 것이 타당할 것이다. 향기가 중심인지 물이 중심인지 느끼는 사람에 따라 불리는 이름이 다르게 변한 것으로 보인다.
| Daedongyeojido (Gyujanggak) 13-04.jpg |
| Daedongyeojido (Gyujanggak) 14-05.jpg |

향수산에서 바로 연결되는 법화산의 형태가 여러 신하가 임금에게 조례를 올리는 군신봉조형(群臣奉朝形) 같다는 전설처럼 예로부터 이곳 지역은 명당보국(明堂保局)의 길지로 알려진 곳이 많다. 그러나 아쉽게도 1861년(철종 12) 고산자(古山子) 김정호가 편찬·간행한 대동여지도에는 향수산에서 곧바로 선장산으로 이어지는 관계로 법화산과 불곡산은 찾아볼 수가 없다.

## 가실벚꽃, 호암미술관
향수산에는 호암미술관 우측 향수산 자락 밑에 누워있는 삼성그룹의 창업자이자 호암미술관의 설립자인 故 이병철 회장 부부의 묘역이 존재한다. 용인시의 문화재가 국보 16점, 보물 29점, 경기도 기념물 9점 등 유•무형 문화재가 다른 시•군에 비해 많은 것은 에버랜드에 호암미술관이 있기 때문이다. 호암은 삼성그룹 창업주인 이병철회장의 호이다. 이병철은 문화재에 관심이 많아 국내와 외국, 특히 일본에서 보물들을 수집하여 미술관 등에 보관하여 왔다.
1914년 행정구역 개편 때 가실, 동막, 이성동을 합하여 가실리라 칭하게 되었다는데 에버랜드는 용인시 포곡읍 가실리를 중심으로 자리하고 있다. 향수산 서편으로 흘러내린 물이 모인 삼만구천지는 현재는 양어저수지다. 이와 어우러지는 호암미술관과 주위의 풍경은 평시에도 많은 인파로 붐빈다. 봄철이면 이 주위의 벚꽃은 너무나 아름답고 보기가 좋아 보는 이의 감정을 흔들고도 남는 경치를 보여 준다. 용인8경에 '가실벚꽃'이 선정되어 있다.

## 산행코스 정보
애버랜드 뒤쪽으로 돌아가서 호암 미술관으로 가다보면 우측에 백련사 가는길이 있다. 시멘트 포장로를 따라 가다보면 절벽위에 지어진 백련사가 눈에 들어온다. 우측으로 나있는 등상로를 따라 올라가기보면 얼마후 정상에 다다른다. 해발 457.4m의 정상이다. 뒤쪽으로 커다란 바위가 보인다. 향수산의 장활한 정경이 펼쳐진다.
- (3.8km 약 1시간 50분) 에버랜드정류장 - 호암미술관 - 백련사 - 향수산
- (9.5km  약 4시간20분) 동백중-향린동산-삼거리-백련사삼거리-향수산-405봉-309봉-소리고개-230봉-문수산-정몽주 묘-능원초교정류장
- (10km  약 4시간30분) 마성요금소-할미성-안현-삼거리-백련사삼거리-향수산-405봉-309봉-소리고개-230봉-문수산-정몽주 묘-능원초교정류장
- 4.7km  약 2시간) 에버랜드정류장-캐리비안베이 뒤 도로(가실 벚꽃길)-백련사향수산-405봉-309봉

## 같이 보기
- 한국의 산
- 법화산 (경기)
- 석성산 (경기)

## 참고 자료
- 「달인 자전거를 말하다」, 산악 라이딩 코스 소개, 김병만 최제남 저, 바이클로지(2011년, 185~188p)